# Aeropuerto (película de 1953)
Aeropuerto es una comedia española dirigida por Luis Lucia y estrenada en 1953. Como tema musical principal cuenta con la canción ‘Yo soy esa’, de Manuel Quiroga.

## Argumento
El Aeropuerto de Madrid-Barajas, Madrid, es un trasiego constante de historias personales y situaciones que la película aprovecha. Fernando es un piloto que trae a una niña para entregarla a unos familiares. Ceferino y su mujer han ganado en un concurso el viaje a Paraguay, pero desean conocer el avión que les llevará. El Sr. Bertrán vuelve a España tras muchos años de exilio, con la tensión que ello le supone.